# Mimulus alsinoides
Espèce
Classification APG III (2009)
Mimulus alsinoides est une espèce de Mimulus (parfois appelées mimules) connue en anglais sous le nom de wingstem monkeyflower et de chickweed monkeyflower native du Nord-Ouest de l'Amérique du Nord.

## Annexe